# Джибути (град)
Джибу̀ти (на арабски: جيبوتي; на френски: Djibouti) е столицата на източноафриканската държава Джибути. Град Джибути е с население от 603 900 жители, по изчисления от юли 2017 г. Разположен е на полуостров, който разделя Аденския от Таджуренския залив.
Известен като Перлата на залива Таджура поради местоположението си, Джибути е стратегически разположен близо до най-натоварените морски пътища в света и действа като център за зареждане и трансбордиране. Пристанището на Джибути е основното морско пристанище за внос към и износ от съседна Етиопия. Международното летище Джибути-Амбули е основното вътрешно летище, свързващо столицата с различни големи световни дестинации. Джибути има втората по големина икономика от всеки град в Африканския рог след Адис Абеба.

## История
Градът е снован през 1888 г. От 1896 г. до 1977 г. е столица на Френска Сомалия, когато получава независимост.
По време на Втората световна война Джибути е застрашен от италиански въздушни удари на 21 юни 1940 г., които причиняват смърта на много хора в града. Противовъздушният огън бе силен и два италиански самолета не успяха да се върнат, но в Джибути са забелязани пожари и експлозии. През нощта няколко вълни бомбардировачи Savoia-Marchetti SM.81 атакуват пристанищните съоръжения. След падането на Франция колонията се управлява от про-остовото правителство на Виши (френско). По това време офанзивата на съюзниците срещу италианците включва блокада на Френска Сомалиленд. На 25 септември RAF предприе няколко въздушни удара над града, което накара френския официален Nouailhetas да въведе брутален терор срещу европейците и африканските жители на града. Гладът, предизвикан от заболявания, свързани с недохранване, отне много животи, 70% от тях жени и деца и много жители на града заминават за вътрешността на страната. Местните нарекли блокадата кармии, дума за вид сорго, обикновено запазено за добитъка, но използвано като човешка храна в разгара на глада. Главният лекар на болницата се самоубива в отчаяние. Само няколко арабски кораба дау (бутри) успяха да преминат блокадата към Джибути и Обок и само два френски кораба от Мадагаскар успяха да я управляват.
Японското обявяване на война (7 декември 1941 г.) дава на колонията известна почивка, тъй като Кралският флот е принуден да изтегли всички кораби с изключение на два от блокадата за използване в Далечния изток. Управлението на Nouailhetas бе твърде брутално дори за авторитарните лидери във Виши, за да го подкрепят. През октомври 1942 г. той е отзован и принуден да се пенсионира без пенсия. След войната той бяга в Португалия. Той се завръща, за да се изправи пред военен трибунал и е оправдан на 17 юли 1953 г., което предизвиква възмущение в Джибути. Главнокомандващият Източна Африка, Уилям Плат, дава кодовото име на преговорите за предаването на Френски Сомалиленд „Пентагона“, тъй като има пет страни: той, губернаторът на Виши, свободните французи, британският министър в Адис Абеба и Съединени щати. Кристиан Раймон Дюпон се предава и войските на полковник Рейнал преминават обратно във Френска Сомалиленд на 26 декември 1942 г., завършвайки нейното освобождение. Официалното предаване се състоя в 22:00 часа. на 28 декември. Първият губернатор, назначен от Свободната Франция, е Андре Баярдел.
През 1946 г. Джибути получава статут на отвъдморска територия. След това през 1956 г. е създадено избрано териториално събрание, правителствен съвет, натоварен, под председателството на главата на територията, с управлението на местните въпроси. В същото време се въвеждат фискални, митнически и парични мерки за насърчаване на развитието на дълбоководното пристанище, за да се конкурира най-накрая с Аден. Пристанищните съоръжения се разширяват значително и могат да си позволят да приемат 2000 кораба годишно. Джибути става свободно пристанище и изоставя свободната зона. През 1948 г. е създадена нова валута, обвързана със златния стандарт и конвертируема в долари.
През август 1966 г. официално посещение на територията на тогавашния френски президент, генерал Шарл дьо Гол, също бе посрещнато с демонстрации и безредици.   В отговор на протестите дьо Гол нареждава нов референдум. На 19 март 1967 г. се провежда втори плебисцит за определяне на съдбата на територията. Първоначалните резултати подкрепяват продължаване, но по-слаби отношения с Франция. Референдумът обаче отново бе помрачен от доклади за фалшифициране на вота от страна на френските власти, гласоподавателите отхвърлят независимостта с разлика от 50 пункта. Обявяването на резултатите от плебисцита предизвика граждански вълнения, включително няколко смъртни случая. 
Населението на Джибути нараства бързо от официално около 17 000 жители през 1947 г. През 1949 г. планът на Джибути се състои от четири основни характеристики: йерархична система от улици, разположени в решетка, големи блокове, състоящи се от малки домашни жилища, организацията на тези блокове около централните открити пространства и концентрацията на културни институции за формиране на граждански център. След това се превръща в щаб на последвалата френска територия на Афарс и Исас.
Когато Джибути обявява независимост на 27 юни 1977 г., населението на Джибути е над 110 000 души, градът служи като административна и търговска столица на Република Джибути.

## География

### Топография
Джибути е столицата и най-голямото селище в Джибути, разположено в Африканския рог. Градът се намира в източната част на Джибути, приблизително на 21 километра (13 мили) северозападно от границата със Сомалиленд. Това е морско пристанище с единственото защитено пристанище от западната страна на залива Таджура. Вади Амбули минава през града, разделяйки по-старите части на града от квартал Балбала. Пейзажът около града, заедно с крайбрежните низини на Джибути, е пустинен или полупустинен. 

### Растителност
Джибути е богат на растителни видове отчасти поради разнообразието от местообитания, включително плажове, мангрови гори и полусухи земи. 

### Геология
Джибути е обект на земетресения поради местоположението си върху Сомалийската плоча и разлома на Червено море. Геоложката нестабилност създава множество разломи, които причиняват земетресения, но повечето от тях са твърде малки, за да бъдат усетени.

### География
Джибути има сух климат. Характеризира се с много горещо лято без дъжд и много топъл, малко по-влажен зимен сезон. По-голямата част от годишните валежи са между октомври и май. Градът вижда средно 163,5 милиметра (6,44 инча) валежи на година. Средните високи температури варират от 29 °C (84 °F) през месеците декември, януари и февруари до около 42 °C (108 °F) през юли. Има два сезона: горещ сух сезон от май до октомври и по-хладен сезон с повече валежи от ноември до април (зима). Валежите по крайбрежието обикновено падат между ноември и март, докато по-навътре падат между април и октомври. През летните месеци температурите редовно надвишават 40 °C (104 °F), с относителна влажност в най-ниската си точка за годината. Слънчевото греене е изобилно в града, средно осем до десет часа на ден през цялата година. Най-ниска е през дъждовния период, когато има малко крайбрежна мъгла и по-голяма облачност, когато топлият въздух преминава над хладната морска повърхност. Въпреки това, валежите са силно променливи и дълги периоди без валежи се случват през цялата година. Понякога се случват необичайни епизоди на силен дъжд, като максималните 224 милиметра (8,82 инча) падат през ноември 1949 г. .
Тази климатична зона има лета, които достигат максимална температура от 41,7 °C (107,1 °F) и минимална температура от 32 °C (90 °F). Зимите имат средни нощни температури от 21 °C (70 °F) и максимални дневни температури от 29 °C (84 °F). Почти няма дни в годината без слънце, а дори през зимата има много ясни дни.